# Pattinaggio di velocità agli VIII Giochi asiatici invernali - 500m maschile
La gara dei 500m maschili si è svolta il 20 febbraio 2017 al Meiji Hokkaido-Tokachi Oval di Sapporo in Giappone.

## Risultati
| Rank | Pair | Atleta                       | Tempo   | Note |
| ---- | ---- | ---------------------------- | ------- | ---- |
| 1    | 9    | Gao Tingyu                   | 34.69   | GR   |
| 2    | 9    | Tsubasa Hasegawa             | 34.79   |      |
| 3    | 11   | Cha Min-kyu                  | 34.94   |      |
| 4    | 11   | Roman Krech                  | 35.27   |      |
| 5    | 8    | Mo Tae-bum                   | 35.28   |      |
| 6    | 7    | Shunsuke Nakamura            | 35.29   |      |
| 7    | 8    | Xie Jiaxuan                  | 35.56   |      |
| 8    | 5    | Jang Won-hoon                | 35.61   |      |
| 9    | 10   | Sung Ching-yang              | 35.74   |      |
| 10   | 4    | Yuto Fujino                  | 35.87   |      |
| 11   | 7    | Li Yanzhe                    | 35.95   |      |
| 12   | 3    | Stanislav Palkin             | 35.99   |      |
| 13   | 5    | Fyodor Mezentsev             | 36.02   |      |
| 14   | 6    | Artyom Krikunov              | 36.03   |      |
| 15   | 6    | Mu Zhongsheng                | 36.04   |      |
| 16   | 3    | Yalaltyn Zorigtbaatar        | 37.73   |      |
| 17   | 4    | Stephen Paul Kilari          | 38.03   |      |
| 18   | 1    | Dünchinsürengiin Gochoosüren | 39.17   |      |
| 19   | 2    | Vishwaraj Jadeja             | 41.24   |      |
| 20   | 2    | Sasha Faris                  | 42.12   |      |
| 21   | 10   | Yuma Murakami                | 1:11.95 |      |